# Dominique Grange
Dominique Grange (Lione, 1940) è una cantante francese, autrice di numerose canzoni, fra le quali il celebre inno À bas l'État policier e Chacun de vous est concerné, sul maggio 1968, nota anche grazie all'ispirazione che ne trasse Fabrizio De André per la sua Canzone del maggio (brano chiave dell'album Storia di un impiegato).
È compagna del fumettista Jacques Tardi.

## Impegno politico
Ha lavorato in un'officina delle banlieue di Nizza. È militante del CNT (Confédération nationale du travail) da molti anni e ha frequentato la Gauche prolétarienne per lungo tempo.

## Discografia
- L'Utopie toujours (gennaio 2005), album in 2 CD, con 17 canzoni. Illustrazioni di Tardi.